# ベナン

ベナン共和国
République du Bénin

国の標語：Fraternité, Justice, Travail
 （フランス語: 仲間、正義、労働）
国歌：L'Aube Nouvelle（フランス語）
新しい日の始まり

註1 : 憲法上の首都はポルトノボだが、政府所在地はコトヌー。

ベナン共和国（ベナンきょうわこく、フランス語: République du Bénin）、通称ベナンは、西アフリカの共和制国家である。南北に長く、西にトーゴ、北西にブルキナファソ、北東にニジェール、東にナイジェリアと陸上国境を接し、南は大西洋のギニア湾に面する。憲法上の首都はポルトノボだが、政府機能はコトヌーに置かれ実質的首都として機能している。
17世紀から19世紀にかけて、この地域の主な政治主体は都市国家ポルトノボおよびダホメ王国であり、北側は多くの異なる国家が存在する広大な地域であった。この地域は奴隷貿易で多くの人々が人身売買の対象となり、17世紀には早くも奴隷海岸と呼ばれるようになった。奴隷制度が廃止された後、ダホメ王国は滅亡しフランスの植民地となる。1960年の独立後、民主主義政権、軍事クーデター、軍事政権などさまざまな政権が誕生し波乱万丈の歴史を歩んできた。現在の政府は1991年に成立したものであり、アフリカ大陸の国家の中でも安定した政治体制を持つとの評価がある一方、その実は権威主義であるとの批判がある。

## 国名
独立前はフランスの植民地であったことから、公用語はフランス語であり、正式国名もフランス語でRépublique du Bénin [benɛ̃]（レピュブリク・デュ・ベナン）である。公式の英語表記はRepublic of Benin [beˈniːn]（リパブリック・オブ・ベニーン）である。
日本語の公式国名はベナン共和国である。通称ベナン。かつては英語発音またはローマ字読みからベニンとも表記されたが、現在では現地の発音に近いベナンという表記が浸透した。
フランス植民地時代の名称はダホメ、1960年のフランスからの独立後の名称はダホメ共和国であり、いずれもダホメ王国にちなんだ名称である。1975年11月30日、かつてナイジェリアに存在したベニン王国にちなんで国名をベナン人民共和国に変更した。その後、1990年の社会主義政策放棄と共に現在の国名となった。

## 歴史

### 植民地化以前

ベナン人民共和国の国章（1975年-1990年）

フランスの植民地支配以前、現在のベナンがある地域一帯には、海岸沿いにアジャ族を中心とした都市国家、内陸部に部族地域、そして現在のベナンの東にオヨ帝国が存在し、それぞれ政治体制も民族も異なるものであった。

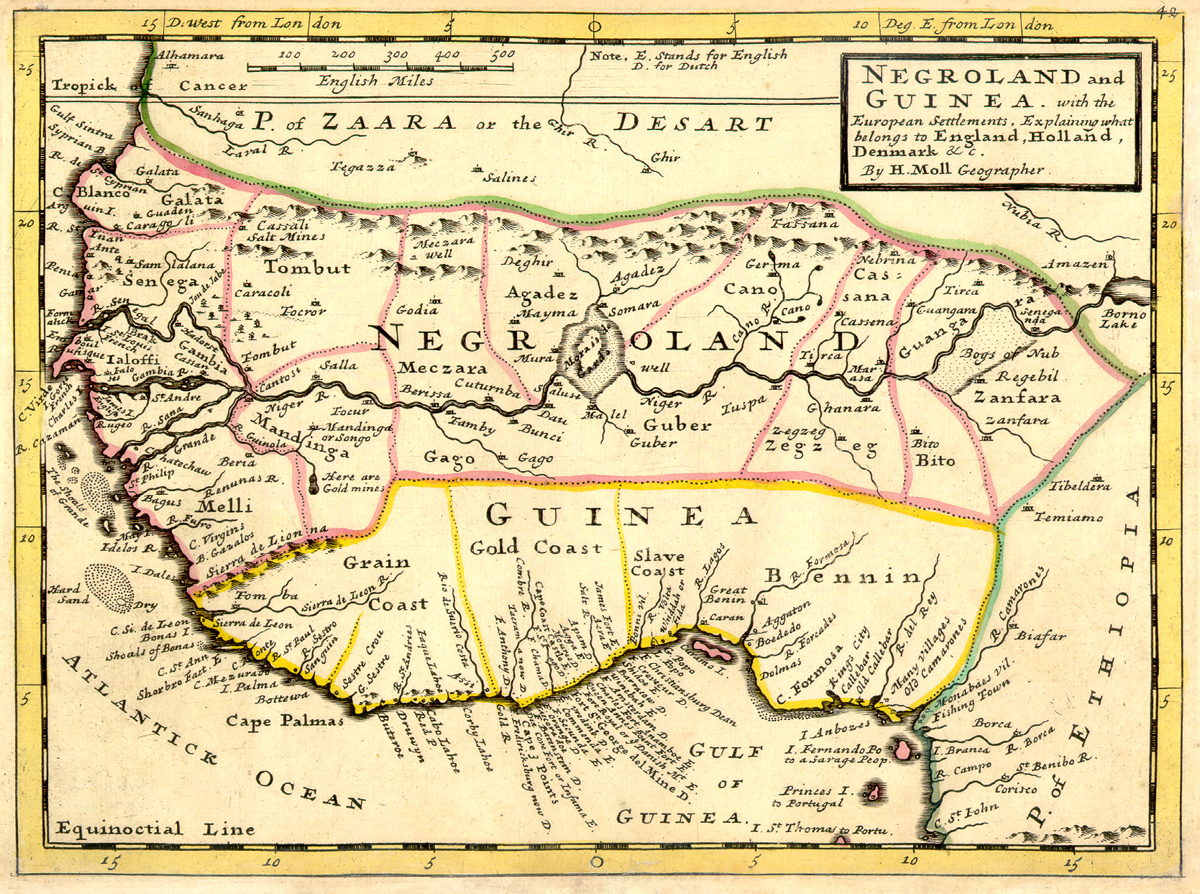
1729年の西アフリカの地図。トーゴとともに「奴隷海岸」と呼ばれた。

ダホメ王国の国旗（1889年）

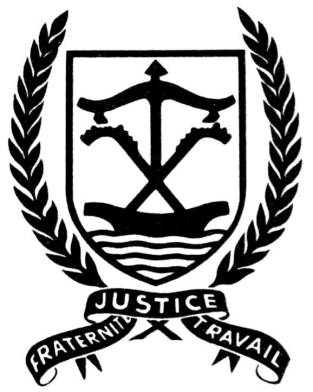
ダホメ共和国の国章（1958年-1964年）

ベナン人民共和国の国旗（1975年-1990年）

1600年代から1700年代初頭にかけて、フォン人の居住地区であった現在のアボメイ付近にダホメ王国が建国され、1727年までにアガジャ王は沿岸部のアラダとウィダーの都市を征服した。しかしオヨ帝国には進貢する立場に甘んじ、オヨの同盟都市国家ポルトノボを攻撃することもなかった。ダホメ王国の台頭とポルトノボの対立、北部地域の部族政治は、植民地時代とポスト植民地時代にも尾を引くこととなる。
ダホメ王国はウィダーにあるポルトガル領サン・ジョアン・バプティスタ・デ・アジュダなどのヨーロッパ人商人を主な相手として奴隷貿易を行い、これを主な収入源にして銃火器を輸入した。その後も18世紀を通して周辺の国を軍事的に攻撃して繁栄した。ダホメ出身のフォン人の奴隷は、アメリカ大陸のフランス領サン＝ドマングの黒人奴隷共同体の中で文化的なヘゲモニーを握り、フォン系のトゥーサン・ルーヴェルチュールがハイチ革命を担うなどの出来事があった。
19世紀に入ると、1803年のデンマークを皮切りに、イギリスほかヨーロッパ諸国が大西洋奴隷貿易を禁止した。これはダホメ王国の財政基盤に打撃となったが、1818年に即位したゲゾ王はオヨから独立しダホメの最盛期を現出した。ゲゾは奴隷貿易を推進する一方でこの新しい動きにも対応し、パームオイルの原料となるアブラヤシの大量生産を行い、これをフランスなど欧米諸国に輸出したことで勢力を維持した。1858年にゲゾが急死すると、奴隷貿易への圧力は強まり、アベオクタなど周辺諸国の抵抗も激しくなった。アフリカ分割の中でフランスの進出が進み、1890年に第1次フランス＝ダホメ戦争が勃発。さらに1892年の第2次フランス＝ダホメ戦争の結果、同年フランスが海岸部を保護領化することとなった。ダホメ国王は北部へ逃亡していたが、1894年に降伏した。

### フランス領ダホメ
ダホメ王国の敗北後、フランスはさらに北部へと進出し、1904年、この一帯はフランス領西アフリカの一部であるフランス領ダホメ（1904年-1958年）となった。第二次世界大戦後、フランスは徐々にダホメの政治参加を拡大していった。1946年には本国議会への代表選出と自治議会設立を認め、1958年にはフランス共同体内の自治共和国となった。

### ダホメ共和国
1960年に自治共和国からダホメ共和国（1958年-1975年）として、初代大統領ユベール・マガのもと完全独立した。しかし、北部のバリバ人を基盤とするマガ、南部のヨルバ人を基盤とするスル・ミガン・アピティ、同じく南部のフォン人を基盤とするジャスティン・アホマデグベの三者による激しい政争が続いて政情は混乱し、1963年にはクリストファ・ソグロがクーデターを起こして政権を奪取。ソグロはすぐに民政移管を行ったものの、以後も三者の政争はやまず、その混乱をついたクーデターも頻発した。1970年に行われた大統領選挙で暴力事件が発生した後、この三者は大統領協議会の設立に合意した。1972年5月7日、マガはアホマデグベに政権を移譲した。
1972年10月26日、マチュー・ケレクが三頭政治を転覆し大統領に就任した。「外国のイデオロギーに縛られることはない。資本主義、共産主義、社会主義のいずれも望まない」と述べていたが、現実にはマルクス・レーニン主義に傾倒してゆき、1972年12月には早くも中華人民共和国と国交を樹立した。1974年11月30日には正式にマルクス主義国家となったことを宣言し、石油産業と銀行を国有化した。1975年11月30日、国名をベナン人民共和国に改名した。

### ベナン人民共和国
ベナン人民共和国の政権は一貫してケレクとその政党による一党独裁であったが、いくつかの重要な変化を経験した。1972年から1974年の民族主義、1974年から1982年の社会主義、そして1982年から1990年の西洋諸国と経済自由主義への開放である。
大規模な経済・社会開発計画が実施されたが、その結果はまちまちであった。1974年にはじまる社会主義プログラムにより、経済の戦略的部門の国有化、教育システムの改革、農業協同組合と新しい地方政府機構の設立、部族主義を含む「封建勢力」根絶キャンペーンを実施した。また、政権は野党活動を禁止した。中国、北朝鮮、リビアと関係を築き、ほぼ全ての企業や経済活動を国家の統制下に置いたためベナンへの外国からの投資は枯渇した。ケレクは教育の再編を試みたが、教師を含む多くの専門職の国外流出をもたらした。
政権資金は、当初はソ連、後にフランスから核廃棄物を受け入れることで調達していたが、1980年代にはベナンの経済状況はますます危機的なものとなった。1982年に15.6%、1983年に4.6%、1984年に8.2%と経済成長率は高かったものの、ナイジェリアとベナンとの国境が閉鎖されたことにより関税と税収が激減した。1989年には、政権が軍隊に支払う十分な資金がないことから暴動が発生した。市民の不安は高まり、学生暴動が発生するなどケレクの権力は弱まる気配を見せた。銀行システムも崩壊するに至り、結局ケレクはマルクス主義を放棄することとなった。

### ベナン共和国
民主化運動の高まりの中、1990年2月、国内各勢力の代表者を招集して「国民会議」が開催された。会議ではカトリック司教のイシドール・ドゥ・スーザ議長の下で民主化移行政府の設立が決定され、ケレクの職権が大幅に制限されるとともに、暫定政府首相にニセフォール・ソグロが選出された。
1990年3月1日に国名が正式にベナン共和国に変更された。12月には複数政党制、三権分立、大統領制を骨子とする新憲法が国民投票で制定された。翌年の大統領選挙でケレク政権は敗北し、アフリカ大陸で初めて選挙で政権を失った大統領となった。代わってソグロが大統領に選ばれ、議会もソグロ派が多数を占めた。
ソグロ政権は経済成長を実現したものの政権運営は不安定なものであり、1996年の大統領選挙ではケレクが大統領に復帰した。1999年、ケレクは大西洋奴隷貿易においてアフリカ人が果たした役割について国家的な謝罪を発表した。
2001年の選挙でもケレクは再選されたが、通算任期に関する制限を順守し、次の大統領選には出馬しなかった。
2006年3月の選挙ではヤイ・ボニが当選し大統領となった。自由で公正な複数政党による選挙の成功は国際的に賞賛された。
2011年、ボニが大統領に再選。1991年の民主化以降、決選投票を経ずに当選した初の大統領となった。
2012年10月23日、ボニ大統領の医師、姪、元商務大臣が、ボニの毒殺を企てた容疑で逮捕された。横領の疑いでフランスに逃亡・滞在していた実業家パトリス・タロンが、ボニの姪に金を払い、ボニがブリュッセルを公式訪問した際に大統領の薬を毒薬にすりかえたとの容疑であった。ベナン政府はタロンの身柄引き渡しを求めたが、パリの控訴院により却下された。2015年5月、ボニ大統領は、タロンおよびこの事件に関与した囚人すべてを恩赦により解放し、2015年10月タロンはベナンに帰国した。このときタロンの個人弁護人を務めていたジョセフ・ジョグベヌは、のちにベナンの法務・立法・人権大臣となり、2018年には憲法裁判所所長となった。
2016年3月の大統領選挙では、ボニは憲法の規定により出馬せず、タロンが第2ラウンドで元首相のリオネル・ジンスーに勝利し大統領に選出された。タロンは「何よりもまず憲法改正に取り組む」と述べ、「自己満足」と戦うために大統領の任期を1期5年に制限する計画を述べた。しかしこの案は国民議会の採択を得られなかった。
2018年、ジョグベヌが率いる憲法裁判所は、政党は内務省から「適合証明書」を取得しなければならないという判決を下した。これにより、政府の意向に沿う政党のみが認可されることとなった。
2019年の国政選挙では投票率は23%と記録的な低さとなり、議席を獲得したのはいずれも政府系の「進歩連合」と「共和国ブロック」のみであった。
2021年の大統領選挙でタロンは、1期のみとした公約を撤回して再選に臨んだ。選挙法を強行的に変更し、野党の対立候補が事実上排斥されたことなどに対する抗議デモが行われ、死傷者が出る事態となった。選挙結果はタロン大統領が86.3%以上の得票率で再選された。

## 政治
大統領を元首とする共和制を国家体制としている。大統領は国民による直接選挙によって選出される。大統領の任期は1期5年であり、3選は禁止されているほか、70歳以上の大統領選立候補は認められていない。
立法権はベナン政府と国民議会が担う。83人の議員からなる一院制の国民議会の代議員は4年の任期で、比例代表制で選出される。複数政党制が認められているが、法律変更により政府の意向を汲まない野党は事実上参加できない状態である。
司法権は行政と立法から独立している。現行憲法は1990年憲法である。
行政権は政府によって行使される。憲法では首相のポストは定められていない。1990年以降4人の首相が存在したが、1990年の暫定政府首相ソグロ以外はいずれも大統領が職権で一時的に任命したものである。

### 民主主義から権威主義へ
1990年に社会主義体制から民主主義体制に移行し、一時はベナンの民主主義体制は高い評価を得た時期もあった。以後も形式的には民主主義を維持しているが、2016年のタロンの大統領就任以降、権威主義的との批判がなされている。
タロンは、元個人弁護士ジョセフ・ジョグベヌを法務・立法・人権大臣、その後憲法裁判所の所長に任命した。2018年、ジョグベヌは特別法廷を設置し、タロンの政敵であるセバスチャン・アジャボンを麻薬密輸の疑いで欠席裁判で有罪とし懲役20年を宣告した。
2018年、大統領候補者を擁立するための新しい規則を導入し、登録のコストを引き上げた。また、ジョグベヌが率いる憲法裁判所は、政党は内務省から「適合証明書」を取得しなければならないという判決を下した。これにより、政府の意向に沿う政党のみが認可されることとなった。
2019年の国政選挙では、上記の変更により野党が完全に排除されたため、投票率は23%と記録的な低さとなり、議席を獲得したのはいずれも政府系の「進歩連合」と「共和国ブロック」のみで、タロンは議会を完全に支配することとなった。選挙の2日後、アムネスティ・インターナショナルは「政治活動家とジャーナリストに対する恣意的逮捕と平和的抗議活動の弾圧」を非難する声明を発表した。選挙後の数日間は、デモ隊と治安部隊が激しく衝突し死傷者が出る事態となった。
2019年の法律変更により、大統領候補は市長と国会議員の10％の推薦を受けなければならなくなった。2019年と2020年の選挙で野党が排除されたため、タロンは2021年の大統領選挙で2人を除くすべての候補を排除することができた。
こうした変化は国際的なオブザーバーから非難を浴び、アメリカ政府は同国への開発援助を一部打ち切るに至った。
国境なき記者団は2007年の世界報道自由指数でベナンを169カ国中53位にランク付けした。しかしタロンが就任した2016年までに78位に低下し、その後さらに113位まで低下した。

## 国際関係
旧宗主国フランスとは、社会主義政権時の1977年に起きたクーデター未遂で短期間関係が悪化したほかは、常に良好な関係を維持している。2021年10月27日、フランス大統領エマニュエル・マクロンは1892年のベナン侵略時に持ち去った玉座や王宮の扉、彫像など26点の返還を表明した。
ベナンに最も大きな影響を及ぼすのは東隣の大国ナイジェリアであり、同国の通商政策はベナン経済に直接大きな影響を与えている。1983年にはナイジェリアが国境封鎖と禁輸を行ったためにベナン経済は大きな打撃を受け、2019年にも国境封鎖と禁輸によって同様に打撃を受けた。
ニジェールとは貿易ルートを通じて経済的に結びつきが深いが、かつてニジェール川の中州であるレテ島をめぐって対立しており、2001年には国際司法裁判所（ICJ）への提訴が行われ、2005年にはレテ島のニジェール帰属と国境線未画定地域におけるベナン側寄り裁定を組み合わせた判決が行われた。

### 日本との関係
- 在留日本人数 - 30人（2020年10月時点）[3]
- 在日ベナン人数 - 110人（2020年12月時点）[3]

### 駐日ベナン共和国大使館
- 住所：東京都文京区春日一丁目11-14 S.I.ビル8階
- アクセス：東京メトロ南北線・丸ノ内線後楽園駅4a出口、または都営地下鉄三田線春日駅3番出口

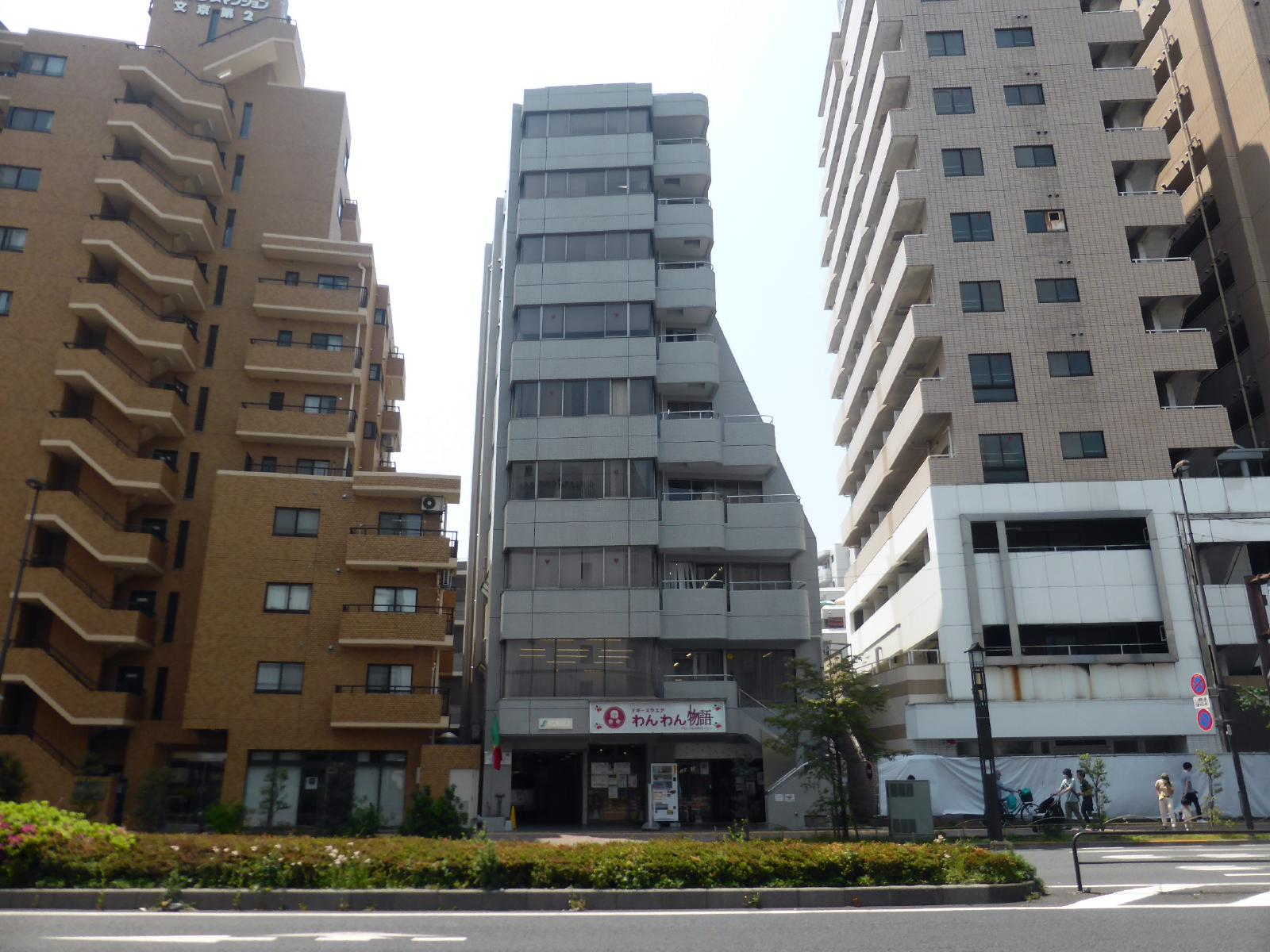
ベナン大使館が入居するビル全景
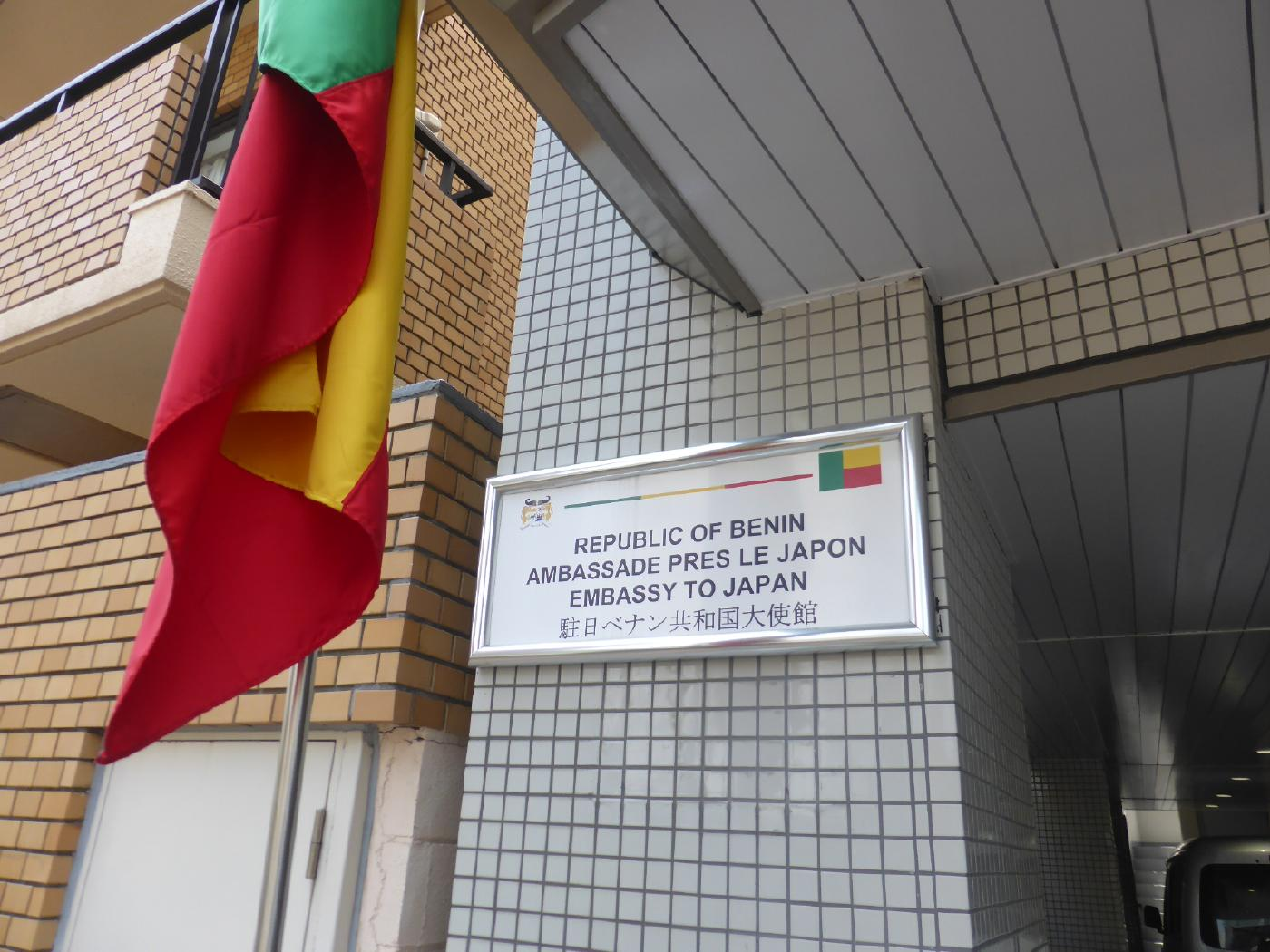
ベナン大使館表札プレート

### 在ベナン日本大使館
2010年1月1日、コトヌーに在ベナン日本大使館が開設された。それ以前は在コートジボワール日本大使館が兼轄していた。
ベナン国駐箚特命全権大使として、2012年に塚原大貮、2016年に小西淳文、2020年に津川貴久がそれぞれ任命された。
領事サービス業務のほか、政府開発援助（ODA）を活用した日本企業の海外展開支援や、日本製品紹介のための公邸活用などの活動を行う。

## 軍事
ベナン軍は陸軍、海軍、空軍の三軍と国家憲兵隊により構成される.

## 地理

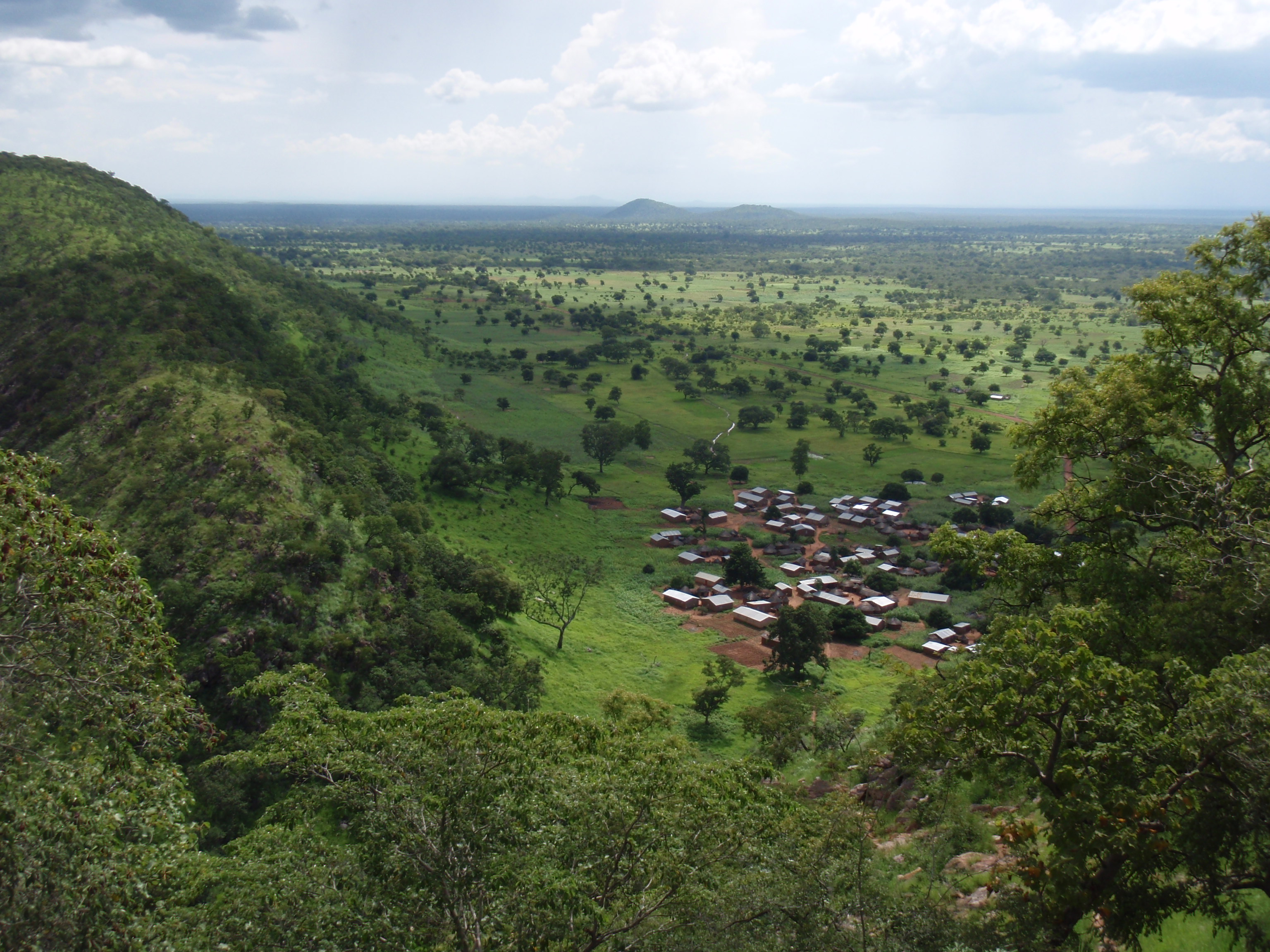
北西部のアタコラ県の風景

ベナンは、赤道と北回帰線の間、北緯6度30分-12度30分、東経1度-3度40分に位置する細長い国である。南北の距離は700kmに及ぶ。西はトーゴ、北はブルキナファソとニジェール、東はナイジェリアに接する。北東はニジェール川に面しニジェールとの国境をなしている。西のトーゴとの国境の一部はモノ川とほぼ一致する。南はベナン湾に面し121kmの海岸線を有する。
面積は112,622平方キロメートルで、ブルガリア、キューバ、ホンジュラスよりわずかに大きく、日本の本州のほぼ半分の大きさである。西アフリカの中では小国の部類に入り、東隣のナイジェリアの8分の1程度の大きさ、西隣のトーゴの2倍の大きさである。

### 地形

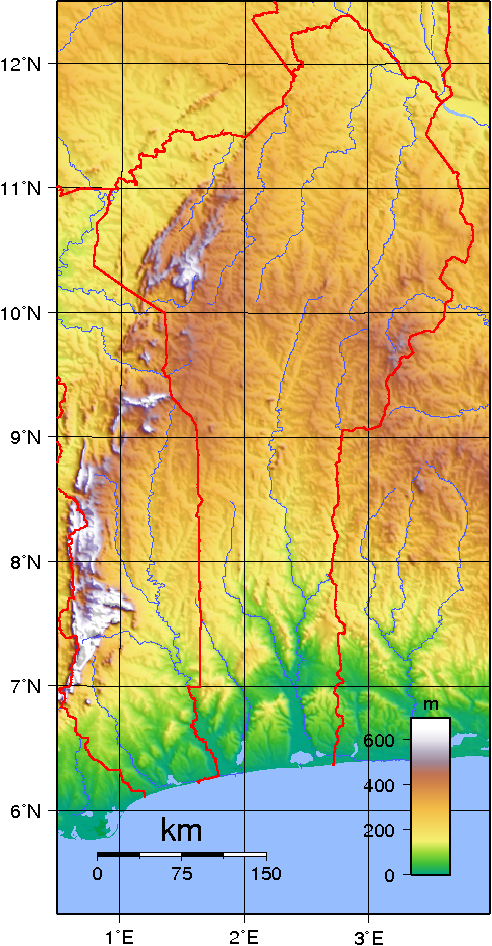
地形図

ベナンは標高の変化が少なく、平均して200mほどの高さにある。南から北へ大きく4つの地域に分けられる。
海岸線付近は砂質の海岸平野であり、湿地帯で、ノクエ湖などの湖が点在している。
続いて標高20-200mの台地となる。国土を縦走してベナン湾へ注ぐクーフォ川、ゾウ川、ウェメ川に沿って谷が形成され、ギニア森林サバンナモザイクの一部となっている。
サヴェからニッキあたりまでは、標高400m弱の平地となっており、ところどころ岩山が点在する。
北西部にはアタコラ山脈がトーゴまで伸びており、最高峰である標高658mのソクバロ山がある。国土中央部には分水界が走っており、これより南は大西洋に、北はニジェール川水系に属する。

### 気候
ベナンの気候は、南部は高温多湿であり、一年に二度の雨期（4-7月と9-11月）が存在する。7月下旬から9月上旬にかけては涼しく雨量は少ない。北上するに従って雨量が減少していき、北部では雨期は年に一度となる。全般的に降水量は多く、北端の一部を除いて年間降水量は1000mmを超える。
ケッペンの気候区分では南部および中部はサバナ気候（Aw）に属し、北部の一部分のみがステップ気候（BS）に属する。サバンナや高原を北上し、サヘルに向かうと気温の変動が大きくなる。12月から3月にかけてはハルマッタンと呼ばれるサハラからの乾燥した風が吹く。これにより草が乾き、その他の植物が赤茶色になり、細かい砂埃のベールがかかり、空が曇りがちである。また、農民が畑の草木を焼く季節でもある。
国土の約27.8パーセントが森林地帯である。
国土北端には世界遺産であるW・アルリ・パンジャリ自然公園群が存在し、ライオン、アフリカゾウ、チーターほか多彩な野生動物が生息する広大な自然保護区となっている。

## 地方行政区分

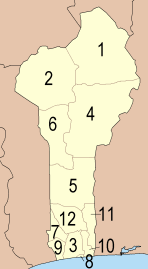
ベナンの県

ベナンは12の県に分けられている。下記に県都を示す。
1. アリボリ県：カンディ
2. アタコラ県：ナティティングー
3. アトランティック県：ウィダー
4. ボルグー県：パラクー
5. コリネス県：サバルー
6. ドンガ県：ジューグー
7. クッフォ県：アプラウエ
8. リトラル県：コトヌー
9. モノ県：ロコッサ
10. ウェメ県：ポルトノボ
11. プラトー県：サケテ
12. ズー県：アボメー

### 主要都市
憲法上の首都は南部海岸に位置するポルトノボであるが、多くの政府機関はポルトノボの西にある最大都市コトヌーに置かれており、ここが事実上の首都となっている。コトヌーにはベナン最大の港湾が存在し、ベナンの貿易の大部分を担っているほか、鉄道および道路を利用して内陸国であるニジェールの貿易においても大きな役割を果たしている。南部海岸の主要都市としては、ほかにウィダーがある。北部では鉄道の終点でニジェールとの貿易ルートの中継点となっているパラクーやジューグーが主要都市となっている。
| ベナンの主要都市（2013年） | ベナンの主要都市（2013年） | ベナンの主要都市（2013年） | ベナンの主要都市（2013年） |
| 順位                       | 都市名                     | 県                         | 人口                       |
| -------------------------- | -------------------------- | -------------------------- | -------------------------- |
| 1                          | コトヌー                   | リトラル                   | 679,012                    |
| 2                          | ポルトノボ                 | ウェメ                     | 264,320                    |
| 3                          | パラクー                   | ボルグー                   | 255,478                    |
| 4                          | ゴドメイ                   | アトランティック           | 253,262                    |
| 5                          | アボメイ・カラヴィ         | アトランティック           | 117,824                    |
| 6                          | ジューグー                 | ドンガ                     | 94,773                     |
| 7                          | ボヒコン                   | ズー                       | 93,744                     |
| 8                          | エクペ                     | ウェメ                     | 75,313                     |
| 9                          | アボメイ                   | ズー                       | 67,885                     |
| 10                         | ニッキ                     | ボルグー                   | 66,109                     |

## 経済・産業

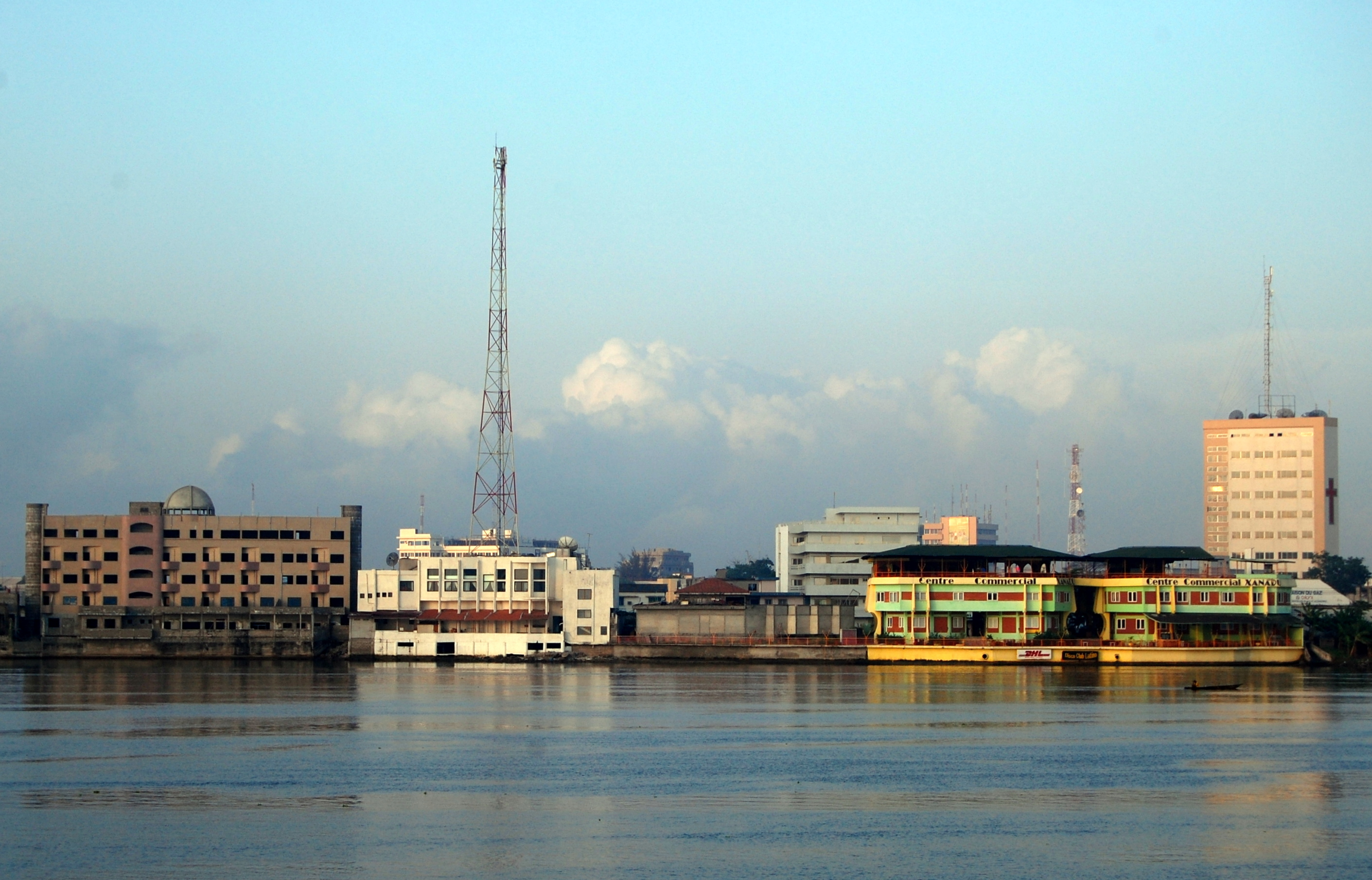
最大の都市コトヌー

ベナンの経済は自給自足農業、綿花生産、および近隣諸国、特にナイジェリアとの貿易関係に依存している。国内市場は小さい。通貨はユーロと連動するCFAフランである。経済成長率自体は高く、2008年と2009年のGDP成長率はそれぞれ5.1％と5.7％、2017年は5.6%であった。一人当たりの国民総所得は、1990年の370米ドルから2023年には1,440米ドルと4倍の伸びを示してはいるが、依然として低く、後発開発途上国の一つに数えられている。

### 農業
北中部における綿花や、南端部におけるパーム油用のアブラヤシなどの輸出用農業生産のほか、自給作物としては国土全域でトウモロコシが栽培され、北部ではヤムイモやソルガム、トウジンビエ、南部ではキャッサバなどが栽培される。主要輸出品は綿花であり、2016年度のデータでは綿花輸出は総輸出の43％を占めている。カシューナッツとパイナップルも有力産品である。

### 貿易
地理的位置を生かして、近隣諸国との貿易、輸送、観光に力をいれており、コトヌー港がその拠点となっている。インフォーマルセクターでの貿易が引き続き優位であり、トランジット貿易とナイジェリアへの再輸出貿易がGDPの20%を占めている。ベナンの輸入品の約80%はナイジェリアへ輸出される。ナイジェリアに対する依存度は高く、同国の経済状況や外交政策はベナン経済に大きな影響を与えている。

### エネルギー
ベナンのエネルギー不足は深刻で、ベナンの人口の3分の2は電気を利用できない。政府の計画では、民間部門が独立した電力生産を行うことで電力生産量を増加させ、ナイジェリアとガーナへの依存度を下げることを目指している。さらに発電所や水力発電用ダムで十分な電力生産を確保できれば、余剰分を近隣諸国に輸出するという目標を掲げている。

### 資源
世界屈指の原油埋蔵量を誇るギニア湾に面しているが、油田の開発は停滞している。1980年代に小規模な海底油田が開発されたものの、採掘の不調により委託を受ける鉱山会社は数度変更され、産出は中止された。2013年現在、ベナンでは原油は産出されていない。石油製品の国内消費量の大部分は、隣国のナイジェリアに頼っている。

## 交通
コトヌー湾にはベナン唯一の海港と、国際空港であるカジェフォウン空港が存在する。コトヌー港の港湾収入はベナン経済にとって重要である。現在新港がコトヌーとポルト＝ノヴォの間に建設されている。ベナンは2車線のアスファルトで舗装された道路で隣国のトーゴ、ブルキナファソ、ニジェール、ナイジェリアと結ばれている。
ベナンは植民地時代に建設された鉄道路線を維持しており、独立直前の1959年には北のニジェール政府との共同出資でベナン・ニジェール鉄道輸送共同体が設立された。その後、2015年にはベナン鉄道へと改組された。この鉄道は主要貿易港であるコトヌーと北部の玄関口であるパラクーの間を結んでいる。ベナンにおける鉄道輸送は国内輸送よりもニジェール向けの国際輸送の割合が高いことに特色があり、終点のパラクーからはトラック便によってベナンの北の国境であるマランヴィルへと運ばれ、ニジェール川を越えてニジェールの南の国境であるガヤからニジェール国内へと運ばれる。このルートはニジェールの主な輸送ルートとなっており、ベナン経済にも重要な役割を果たしている。

## 国民

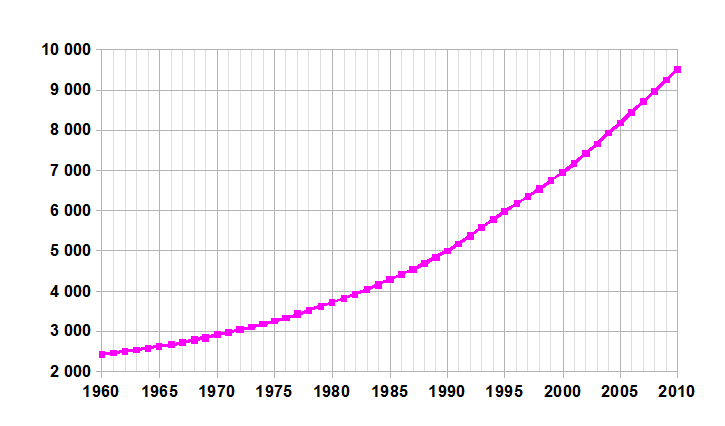
1961年から2010年までのベナンの人口グラフ

ベナンの民族別人口構成（2013年）
ベナンの人口の大部分は、国の南部に住んでいる。平均寿命は62歳であり、若い人口が多い。

### 民族
およそ42の民族が居住している。2013年のデータでは、民族別で多い順に南中部のアボメイ周辺のフォン人（38.4％）、南部のアジャ人（15.1%）、南東部のヨルバ人（12%）、北東部のバリバ人（9.6%）、フラ人（8.6%）となっている。
ベナンには、近年、ナイジェリア人、トーゴ人、マリ人などアフリカ系国民の移住が増加している。外国人社会には、貿易や商業に携わる多くのレバノン人やインド人も含まれる。

### 言語
言語は、フランス語が公用語であり、その他にフォン語、ヨルバ語などそれぞれの民族の言語が話されている。合計55の言語が話されており、そのうち50が土着の言語である。
憲法により、ベナンのすべての共同体は、その民族固有の話し言葉と書き言葉を使用する自由が保障される。また、国家は相互通信のための国語の発展を促進しなければならないとされている。
フォン語は最も広く話されている民族の言語で、人口の24％が話す。ベナンの人口の17%以上が第一言語としている。この言語は主にアトランティック県、リトラル県、コリンズ県、ズー県で話されている。
その他の重要な言語としてヨルバ語、バリバ語、ミナ語、デンディ語、モコレ語、ヨム語がある。
首都ポルト・ノボでは、ヨルバ語とグングベ語の2つの主要な民族主義的グループがあり、少数のウェミ語、セト語、トリ語、エクスワラ語、デフィ語、トフィン語の話者もいる。

### 宗教

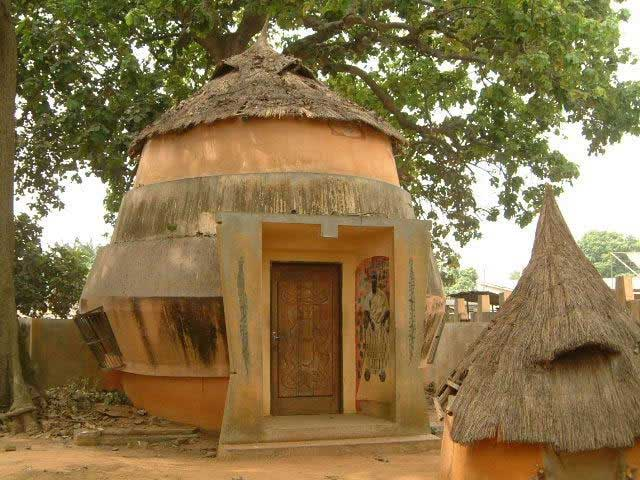
ベナンのヴォドゥンの教会

2002年のセンサスによれば、ベナンの人口の42.8%がキリスト教徒（27.1%はカトリック、5%はペンテコステ派のen:Celestial Church of Christ、3.2%はメソジスト、7.5%はその他のキリスト教）、24.4%はムスリム、17.3%はヴォドゥン、6%は地域に伝わる伝統的な信仰、1.9%はその他の宗教、そして6.5%が特定の信仰に加盟していないことを主張している。
キリスト教はベナン中部から南部とアタコラ県のオタンマリ郡にかけて信仰されている。しかしながら、ヴォドゥンとオリシャは信仰され続け、ヴォドゥンとオリシャのパンテオンがキリスト教の中に組み込まれてさえもいる。
イスラーム教は主にソンガイ帝国とハウサ人の商人によって現在のベナンに相当する地域にもたらされた。現在ではアリボリ県、ボルグー県、ドンガ県などで、ヨルバ人の中で同等に信仰されている（彼等はまたキリスト教を信仰する）。
土着信仰には、アタコラ県のアニミズム信仰、ヨルバ人のオリシャ信仰やシャンゴ信仰、フォン人のヴォドゥン信仰、その他の宗教が存在している。
ベニン湾に面するウィダーの街はベナンのヴォドゥン信仰の中心となっている。アメリカ大陸で信仰されている黒人宗教として知られているヴードゥー教はダホメ王国のフォン人の信仰が発祥であるとされ、それが奴隷貿易の広がりやハイチ革命後のハイチ人（マルーン）の移動とともに西インド諸島のハイチ、キューバ、ブラジル、北アメリカへと広がったと言われている。社会主義政権時代にはヴォドゥン信仰は封建遺制であるとして厳しい統制下に置かれていたが、民主化後ベナン政府は文化復興の一環としてヴォドゥン信仰への規制を撤廃し、1992年には当時のニセフォール・ソグロ大統領とベナン政府によってウィダー92というヴードゥー芸術・文化祭が開催された。1997年には政府によって毎年1月10日がヴォドゥン祭りの日に制定され、以降この日は国を挙げてのヴォドゥン休日となっている。

### 教育

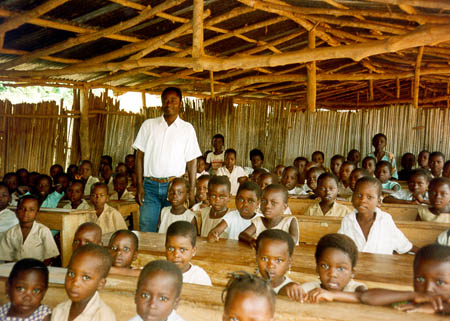
ベナンの小学校

教育制度は小学校6年、中学校4年、高校3年、大学3年であり、法制上義務教育となっているのは初等教育にあたる小学校6年間のみである。近年公立学校の授業料が無料化されたことから、就学率は上昇に転じているものの、未だ子供は重要な労働力であると共に、学校自体が無い地域も多い為、高度な義務教育は達成されていない。教育言語はフランス語で行われる。2002年のセンサスによれば、15歳以上の国民の識字率は34.7%（男性47.9%、女性23.3%）である。
主な高等教育機関としては、国立アボメ・カラビ大学や国立パラク大学が挙げられる。
日本との関わりでは、ビートたけしの元付き人・タレントで、2012年にベナン駐日特命全権大使に就任したゾマホン・ルフィンにより、たけし小学校やアフリカではまだ珍しい日本語学校であるたけし日本語学校が設立されている（2003年9月）。たけし日本語学校は、2003年に最初の卒業生ローソン・レオポルトを輩出したのを皮切りに、現在に至るまで多くの卒業生・日本留学生を輩出している。
2012年時点の在日ベナン人の多くは、たけし日本語学校の卒業生である。たけし日本語学校では、平仮名・片仮名、漢字、書道などが教授されており、初級で日本語能力試験N4、中級で日本語能力試験N2合格を目標として授業が行われている。しかしベナンはもとよりアフリカで最初の日本語教育の専門学校であるため、運営は難航しており、教室などの施設が受講希望者に対して圧倒的に不足していて数千人の受講希望者が待機する状態となっている。カリキュラムも編成途上であり、上級コースは未だ開設されていない。
2010年以降、たけしの協力要請を快諾した田中義剛により、田中が経営する北海道河西郡の花畑牧場においてベナン人を農業研修生として受け入れている。

### 保健
ベナンは、多くの健康問題を抱えている。現代医療と共に、伝統医学も大きな役割を担っている。
人権測定イニシアティブが報告する健康に関する権利の達成度評価では、ベナンは成人で81.5%、小児で77.5%にとどまっており、これは低所得国の中でも下位に属している。
年代によって違いがあるが、7-16%の女性が女性器切除を受けたことがある。
マラリア、HIVならびにAIDSはベナンにおいても大きな問題であり続けている。世界銀行、世界保健機関、世界エイズ・結核・マラリア対策基金ほか国際機関の支援を得て取り組みを行っている。

#### 平均寿命
2020年の推計によるベナンの平均寿命は62歳（男性60歳、女性64歳）である。

#### 母子保健
ベナンの2017年の出生10万人あたりの妊産婦死亡率は397人であり、一貫して低下傾向である。出生1,000人あたりの乳児死亡率は57人で、改善傾向にはあるものの依然高値である。

#### マラリア
マラリアはベナンの風土病で、5歳未満の死亡の第一の原因となっている。罹患率は38.8%と高く、外来診療の40％、入院の25％を占め、家計の約4分の1がマラリアの予防と治療に費やされるなど、社会的にも家計的にも大きな経済的負担となっている。
政府は、新しい治療薬の導入や殺虫剤処理ネットの配布などを行い、予後の改善や防止に努めている。

#### HIV/AIDS
2020年の推計では、ベナンにおいて約66000人の大人、8900人のこどもがHIV/AIDSとともに生きているとされている。HIV感染率は1999年前後では1.5%であったが徐々に低下し2020年では0.9%であった。新規感染も年々減少しており、2020年には2300人であった。
子どものHIV感染の主な原因は母子感染である。

#### COVID-19
ベナンでは、2020年1月3日から2022年6月2日までに、COVID-19の確定症例が26,914件、死亡が163件、WHOに報告されている。2022年5月21日現在、合計3,619,590回分のワクチンが投与された。

#### 水供給と衛生
ベナンにおける飲料水の供給と衛生設備は、1990年代以降大きな進展を見せた。農村部と都市部における水の供給を拡大する新しい戦略が2005年と2006年に採択され、特に農村部では、他の多くのアフリカ諸国よりも普及率が高くなっている。
2015年、ベナンでは、人口の78％が「改善された」水にアクセスでき、都市部と農村部ではそれぞれ85％と72％であった。しかし依然として約200万人が「改善された」水へのアクセスを欠いている。衛生設備については，人口の20％が「改善された」衛生設備にアクセスすることができ，都市部と農村部ではそれぞれ36％と7％であった。
廃水処理はほとんど行われていない。

## 治安
ベナンの犯罪の多くは他国からの来訪者を対象としたものである。

### 強盗
ベナンでは軽犯罪が多いが、コトヌーでは路上強盗が大きな問題になっている。強盗はフランス大通り（マリーナホテルやノボテルホテルのそばの海岸通り）や外国人観光客がよく利用するホテルの近くの海岸で発生する。報告される事件のほとんどは、武装した人物によるものであり、被害者が軽傷を負うこともある。

### 薬物取引
ベナンでは、国境が狭く、政府が違法な麻薬取引に介入しないことなどから、麻薬の密売が増加している。近隣諸国が麻薬取引撲滅に力を注ぐ中、密売人はベナンを利用して、南米から米国やヨーロッパに麻薬を運び込んでいる。ベナン国内での薬物使用はマリファナが主流だが規模は小さい。大麻はベナン中央部で栽培されている。

### 不正行為
クレジットカードや現金自動預払機（ATM）の不正利用が多く、主に外国人をターゲットにしている。

### 汚職
2021年、トランスペアレンシー・インターナショナルの発表した腐敗認識指数では、ベナンは180カ国中78位であった。少しずつではあるが改善傾向がみられる。

### 人身売買
ベナンは、人身売買、特に強制労働や強制売春の対象となる子どもたちの出身国および通過国となっている。ベナン政府は、人身売買撤廃のための最低基準を完全に遵守できていない。人身売買を防止する取り組みとして、ベナンへの子どもの出入りを規制する3つの政令を公布し、出生登録とすべての国民への出生証明書の発行を国全体で継続した。しかし、人身売買問題に関する正確な法執行データの収集や提供はしておらず、人身売買の事例を認識し、調査起訴する方法についての専門的な訓練を職員に与えていない。
2019年、当局は児童の人身売買42件、成人の人身売買1件を起訴したと報告した。また、140人の人身売買犯を有罪にしたと報告した。しかし、裁判所はベナンの刑法が人身売買に対して要求する10-20年の禁固刑よりも大幅に短い刑期を人身売買犯の大部分に宣告したと報告されている。逮捕者の大半は、ベナン南部のアボメイ・キャラビ、ポルト・ノボ、コトヌの各都市間で発生した。
ベナンでの人身売買は主に国内で行われ、低所得家庭のベナンの子どもたちが強制労働や性的人身売買で搾取されている。被害者は正規の教育を受けていないことが多く、出生証明書や国民IDなどの基本的な身分証明書も持たない。教育や雇用の約束を利用して、ベナン人の子どもを北部農村地域から南部の都市部回廊に呼び寄せ、家事労働、市場、農業、さまざまな職業に従事する「見習い」、手工芸品の製造などで強制労働させ、搾取することが行われている。
国境を越えた犯罪グループも存在し、ベナンの子どもたちを、ナイジェリア、ガボン、コンゴ共和国、その他の西アフリカや中央アフリカの国々で家事奴隷やその他の形態の強制労働に服させている。ベナンは、コンゴ共和国での人身売買の被害者の最大の供給国であり、ベナン南東部のウエム県は、歴史的に人身売買業者が子どもの被害者を集めるために利用してきた地域である。児童婚、早婚、強制結婚は依然として全国的な問題で、一部の家庭では、世代を超えた貧困の結果として少女に結婚を強要し、夫とその家族はその後、これらの少女を性的奴隷や家事奴隷にすることがある。

## マスコミ
以前は政府によって管理されていたが、1990年代に民主主義が導入されて以降、その管理が緩んでいる面が覗える。
- ベナン国営ラジオ・テレビ局（Office de Radiodiffusion et Télévision du Bénin、略称：ORTB）

### 電気通信
携帯電話サービスは全土を通して様々な業者により、利用可能である。ADSL接続は一部地域で利用可能である。ベナンは1998年から衛星接続によって、2001年から単線の海底ケーブル「SAT-3/WASC」によってインターネットと接続しており、データの値段は非常に高額である。代替として2011年のAfrica Coast to Europeの開通が予期されている。

## 文化

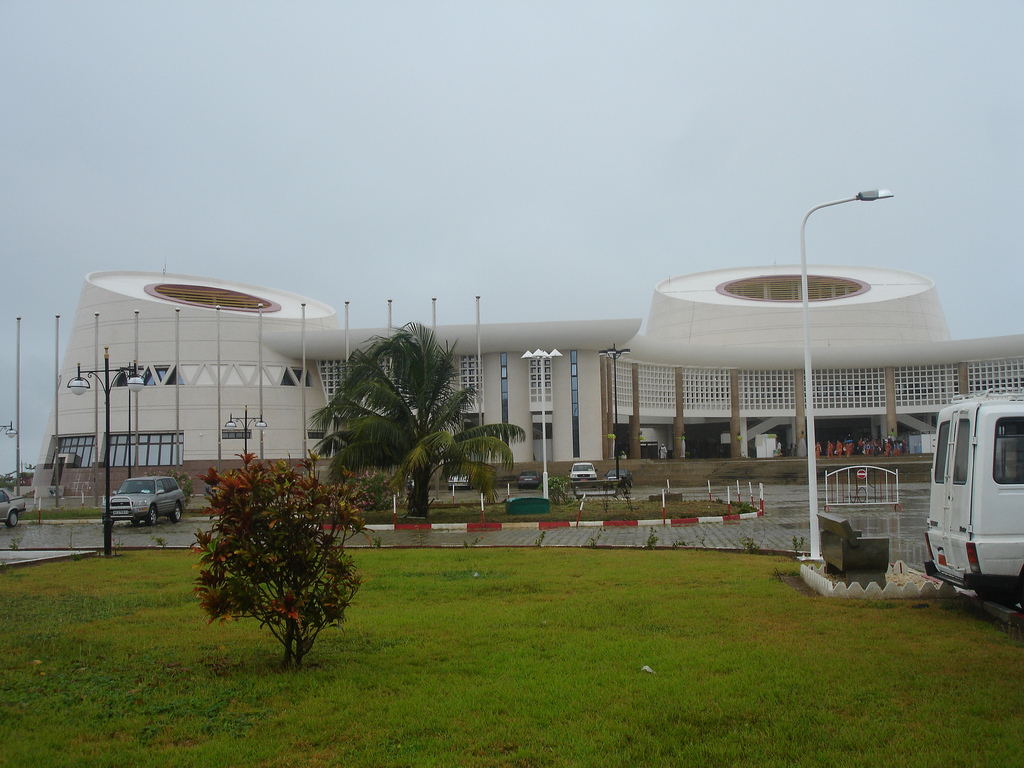
コトヌーコンベンションセンター

### 伝統的な首長国
2025年4月、ベナン政府は、2025年3月に採択された新しい法律を通じて、16の王国、80人の上級首長、および10人の伝統的首長を承認する法律を採択しました。ベナン南部では1894年、北部では1897年と設定された植民地時代以前の時代は、ベナンにおける首長制の制度化に関する法案の歴史的参照となりました。伝統的な領土に関する規則を規制します。。

### 食文化
ベナンでは肉は通常かなり高価であり、食事は一般的に肉よりも植物性脂肪を多くとるものとなっている。
ベナン南部では、トウモロコシが主食であり、パン生地を作るのに用いられる。主にピーナッツまたはトマトを主たる材料としたソースと共に出される。たんぱく源としては魚と鶏肉が一般的であるが牛肉や豚肉、山羊肉、ヤブネズミ属のネズミの肉も食される。これらの肉はしばしばパーム油またはピーナッツオイルで揚げられる。米や豆、トマト、クスクスも重要な食材である。みかんやオレンジ、バナナ、キウイフルーツ、アボカド、パイナップル、ピーナッツなどもよく食される。
北部では、ヤム芋が主食であり、ピーナッツまたはトマトを主材料としたソースと一緒に出される。たんぱく源としては牛肉と豚肉を使用し、これらも南部と同様にパーム油やピーナッツオイルで揚げられたり、ソースで調理される。北部ではチーズもよく食される。クスクスや米、豆などはマンゴー、オレンジ、アボカドなどの果物と一緒によく食べられる。
エビやカニは一般的なシーフードとして食べることができる。
- 代表的な料理[106]
  - アロコ：プランテンを油で揚げたもの。人気のあるスナックの一つであり、ピーナッツと一緒に食べる。
  - クリ・クリ：砕いたピーナッツをビスケットに移し、油で揚げたもの。ベナンの国民食である。
  - ダホメイ・フィッシュシチュー：伝統的な料理で、魚の切り身のフライにトマトや玉ねぎを合わせ、ライスと一緒に食べる。

### 文学
ベナンには、フランス語が支配的な言語になる以前から強力な口承文学があった
ウィダー出身のフェリクス・クショーロは、1929年にフランスで『L'Esclave』を出版したが、これはアフリカ人がフランスで出版した2番目の小説であった。

### 音楽
ベナンはアフリカ音楽のシーンの中で重要な役割を果たしており、アフリカ大陸最大のスターの一人であるアンジェリーク・キジョーを生んだ。
土着のフォーク音楽が、ガーナのハイライフやフランスのキャバレ、アメリカ合衆国のロックンロールやファンクやソウル、そしてコンゴ民主共和国のアフリカン・ルンバと結びつき、革新的な音楽を生み出した。
イグナシオ・ブラジオ・オショは、ペドロ・グノナス・イ・ス・パンチョス、レ・ヴォルカン、ピコビー・バンド・ダボミーと並んで、おそらく独立後の最も影響力のあるミュージシャンであったといえる。
ペドロがプロデュースした「Feso Jaiye」はヒット曲となり、1973年の第2回全アフリカ大会では多くのバンドによって演奏された。
ネル・オリバーは1976年にフランスでデビューし、アフリカ各地とアメリカから要素を借りて「アフロ・アクパラ・ファンク」を作り上げた。
オーケストラ・ポリリズモ・デ・コトヌーは、50枚以上のアルバムを発売しているグループで、「西アフリカ最高のダンス・バンド」「世界で最も偉大なファンクバンドの一つ」と評価されている。
ベナンのギタリスト、リオネル・ルーケは、アフリカの影響を吹き込んだ、ジャズ界で最も重要な若手ミュージシャンの一人である。現在、ニューヨーク在住で、ハービー・ハンコックのバンドのメンバーでもある。
ガンベ・ブラス・バンドは、伝統的なヴォドゥ音楽をジャズやブラスバンドの伝統と融合させた音楽を発表し続けている。
20世紀後半には、ヤヤ・ヤオヴィがジャマイカからレゲエを持ち込み、また若い世代を中心にヒップホップも人気となるなど、多くの発展があった。

### 映画
ベナンにおける映画界には、映画監督として1960年代に活躍したパスカル・アビカンロウや1980年代に活躍したフランソワ・オキオが代表される。
アビカンロウは多くのドキュメンタリー映画を制作したことで知られており、作品は主にベナンや周辺国を舞台としたものが多い。
オキオは100以上のドキュメンタリー映像やテレビ映画の製作に取り組んで来た実績を持っている。またオキオは映画監督の他に脚本家やプロデューサーとして活動しており、作家ならび詩人としての一面を持ち合わせている。

### 世界遺産

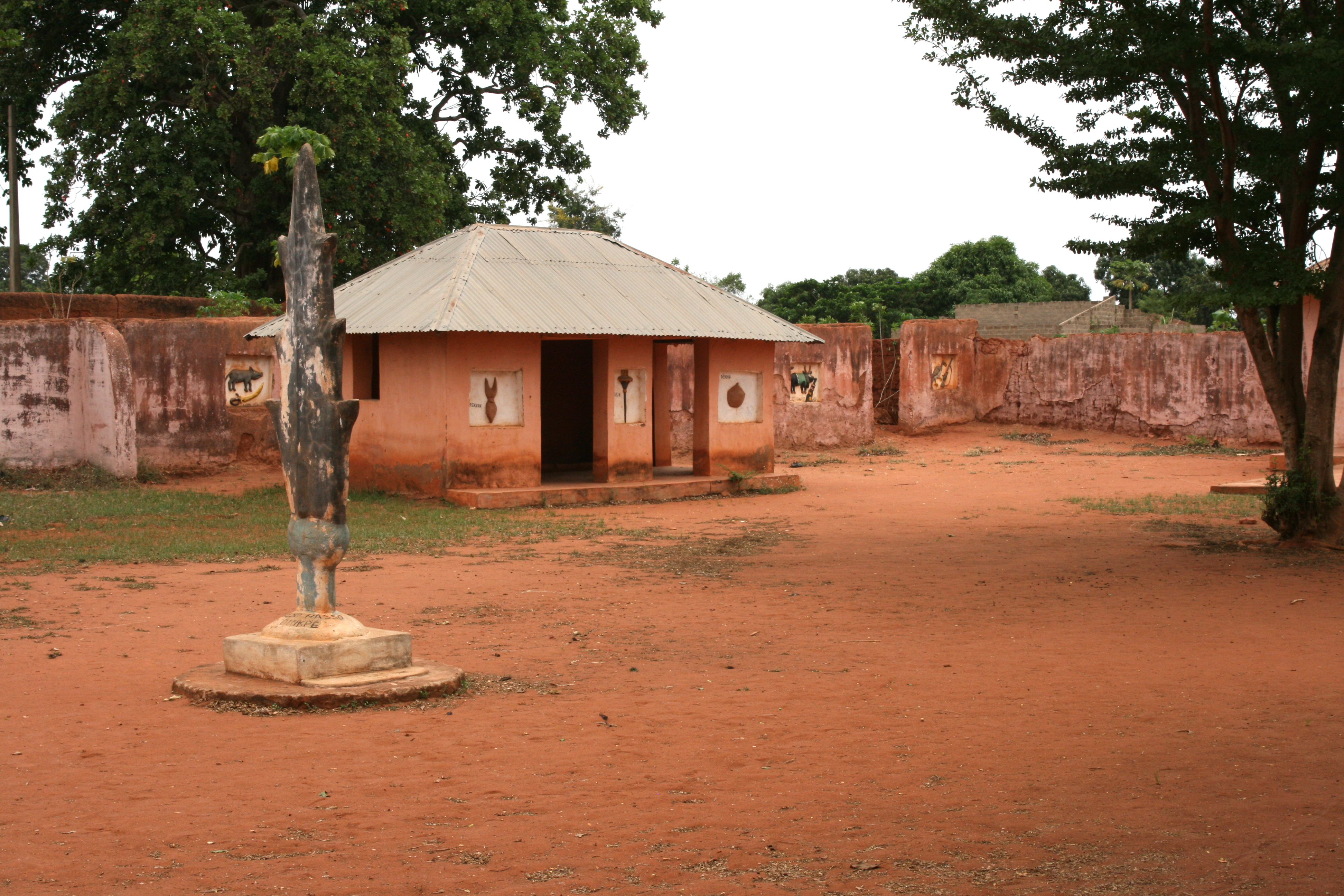
世界遺産アボメイの王宮群

ベナン国内には、ユネスコの世界遺産リストに登録された文化遺産が1件（アボメイの王宮群）、ニジェールおよびブルキナファソとの共同登録である自然遺産が1件（W・アルリ・パンジャリ自然公園群）存在する。1985年にアボメイ王宮群が登録されて以降、ベナンの世界遺産は長らく1件のみであったが、ニジェールのみの登録となっていたW国立公園が、隣接するベナン・ブルキナファソ両国を含む形で2017年に拡大された。

### 祝祭日
| 日付     | 日本語表記         | フランス語表記  | 備考     |
| -------- | ------------------ | --------------- | -------- |
| 1月1日   | 元旦               | Jour de l´an    |          |
| 1月10日  | ヴォードゥンの祭り | Fête du Vodoun  |          |
| 1月      | タバスキ（犠牲祭） | Tabaski         | 移動祝日 |
| 3月〜4月 | イースター         | Pâques          | 移動祝日 |
| 5月1日   | メーデー           | Fête du travail |          |
| 5月5日   | 昇天祝祭           | Ascension       |          |
| 5月16日  | 聖霊降臨           | Pentecôte       |          |
| 不定期   | モハメッド生誕祭   | Maouloud        |          |
| 8月1日   | 建国記念日         | Fête nationale  |          |
| 8月15日  | 聖母被昇天祭       | Assomption      |          |
| 11月1日  | 諸聖人の日         | Toussaint       |          |
| 9月      | ラマダーン         | Ramadan         | 移動祝日 |
| 12月25日 | クリスマス         | Noël            |          |

### スポーツ
サッカー
ベナン国内でも他のアフリカ諸国と同様に、サッカーが最も人気のスポーツとなっている。1969年にサッカーリーグのベナン・プレミアリーグが創設され、ASドラゴンズFCデ・ロエメがリーグ最多12度の優勝を達成している。ベナン人の著名なサッカー選手としては、プレミアリーグやリーグ・アンで活躍したステファン・セセニョンが挙げられる。なお、トッテナム所属のライアン・セセニョンの従兄弟としても知られる。
ベナンサッカー連盟によって構成されるサッカーベナン代表は、これまでFIFAワールドカップへの出場歴はない。アフリカネイションズカップには2004年大会で初出場を果たし、4度目の参加となった2019年大会では初めてグループリーグを突破し、ベスト8の成績を収め国内では大変な盛り上がりをみせた。

## 著名な出身者
- ニセフォール・ソグロ - 政治家、元首相、元大統領
- マチュー・ケレク - 軍人、政治家、元大統領
- ヤイ・ボニ - 銀行家、政治家、元大統領
- トゥーサン・ルーヴェルチュール - ハイチ革命指導者
- ゾマホン・ルフィン - タレント、元駐日本国ベナン共和国特命全権大使
- アドゴニー・ロロ - タレント
- ジャイモン・フンスー - ダンサー、ファッションモデル、俳優
- アンジェリーク・キジョー - シンガーソングライター
- ステファン・セセニョン - サッカー選手
- ハレド・アデノン - サッカー選手
- ルディ・ジェストゥード - サッカー選手
- セッシ・ダルメイダ - サッカー選手
- スティーヴ・ムニエ - サッカー選手